# Żmijowiska (przystanek kolejowy)
Żmijowiska – dawny przystanek kolejki wąskotorowej w Szczekarkowie-Kolonii, w gminie Wilków, w powiecie opolskim, w województwie lubelskim.
Ładownię Żmijowiska uruchomiono wraz z linią 1911 roku. W latach 1954–1963 przystanek obsługiwał także ruch pasażerski. Z przystanku wychodziła bocznica do nieistniejącej już cegielni.